# Sabrina Hering
Sabrina Hering (16 de fevereiro de 1992) é uma canoísta de velocidade alemã, medalhista olímpica.

## Carreira
Sabrina Hering representou seu país na Rio 2016 e ganhou a medalha de prata no prova do K4-500m.